# Bryan Singer
Bryan Jay Singer (Nova York, 17 de setembre de 1965) és un director i productor de cinema estatunidenc. Va fer-se popular a partir del seu treball a Sospitosos habituals i és especialment popular entre els aficionats a les pel·lícules de ciència-ficció per les seves obres com X-Men o Superman Returns.
Singer és originari de la ciutat de Nova York, tot i que va créixer en una llar jueva a Nova Jersey. Assistí a l'escola secundària West Windsor-Plainsboro i realitzà els seus estudis de direcció cinematogràfica a l'Escola d'Arts Visuals de Nova York i, més endavant, a l'Escola de Cinema i Televisió de la Universitat del Sud de Califòrnia, a Los Angeles. Singer fou criat en una llar jueva i és declarat obertament homosexual. La seva companyia productora es diu Bad Hat Harry Productions, i realitza treballs per a televisió, cinema, DVD i videojocs.

## Filmografia
- Public Access (1993)
- Sospitosos habituals (1995)
- Apt Pupil (1998)
- X-Men (2000)
- X-Men 2 (2003)
- Superman: El retorn (2006)
- Valquíria (2008)
- Jack the Giant Slayer (2013)
- X-Men: Days of Future Past (2014)
- X-Men: Apocalypse (2016)
- Bohemian Rhapsody (2018)